# 摩氣神社
摩氣神社（まけじんじゃ）は、京都府南丹市園部町竹井にある神社。式内社（名神大社）で、旧社格は府社。

## 概要
南丹市園部町の最西端、胎金寺山の北麓に北面して鎮座する。宮本（鎮座地）である竹井集落を始め、篠山街道沿いに広がる周辺集落共通の氏神として近世以来「摩気郷十一ヶ村の総鎮守」と称されている。
茅葺の覆屋内に鎮座する本殿・東摂社・西摂社は京都府指定文化財で、境内は京都府文化財環境保全地区に決定されている。その趣から、京都で撮影される時代劇のロケ地としてたびたび使用される。なお、社殿が北面する丹波地方唯一の神社としても知られる。

## 祭神
- 大御饌津彦命 （おおみけつひこのみこと）

天児屋根命の御子神・天押雲根命の別称で、水や食物を司る神であるとしている。
祭神については、大御気津姫命（おおみけつひめのみこと、大宜都比売神）と考証する異説もある。また、神社名「マケ」は「御食（みけ）」から来たと考えられること、現行神事のお田植祭やお千度から農事に深く関わる神であることがわかることから、食物を主宰する食物神（御食津神［みけつかみ］）であるとみられている（ただし、丹波道主尊を祀るとする説もあった）。
なお、鎮座地の立地からかつては背後の胎金寺山を神体山とした可能性も指摘されている。

## 周辺地域との関係
|                                                              | 現集落               | 旧村落 | 旧村落 | 神役   | 村氏神   | 総 鎮 守    | 藩 領    |
| ------------------------------------------------------------ | -------------------- | ------ | ------ | ------ | -------- | ----------- | -------- |
| 宮 本                                                        | 竹井                 | 篠田   | 篠田   | 宮司当 | 摩氣神社 | 摩 氣 神 社 | 園 部 藩 |
| 宮 本                                                        | 竹井                 | 摩気   | 摩気   | 宮主   | 摩氣神社 | 摩 氣 神 社 | 園 部 藩 |
| 宮 本                                                        | 竹井                 | 上新江 | (今井) | 宮司当 | 摩氣神社 | 摩 氣 神 社 | 園 部 藩 |
| 宮 本                                                        | 竹井                 | 上新江 | (辻田) | 宮司当 | 摩氣神社 | 摩 氣 神 社 | 園 部 藩 |
| 摩 気 郷 十 一 ヶ 村                                         | 仁江                 | 下新江 | 下新江 |        | 蛭子神社 | 摩 氣 神 社 | 園 部 藩 |
| 摩 気 郷 十 一 ヶ 村                                         | 船阪                 | 船阪   | 船阪   | 典供者 | 八幡宮   | 摩 氣 神 社 | 園 部 藩 |
| 摩 気 郷 十 一 ヶ 村                                         | 大西                 | 大坪   | 大坪   | 沙汰人 | 八幡宮   | 摩 氣 神 社 | 園 部 藩 |
| 摩 気 郷 十 一 ヶ 村                                         | 大西                 | 西山   | 西山   | 沙汰人 | 八幡宮   | 摩 氣 神 社 | 園 部 藩 |
| 摩 気 郷 十 一 ヶ 村                                         | 宍人                 | 宍人   | 宍人   | 沙汰人 | 菅原神社 | 摩 氣 神 社 | 園 部 藩 |
| 摩 気 郷 十 一 ヶ 村                                         | 横田△                | 上横田 | 上横田 |        | 三輪神社 | 摩 氣 神 社 | 園 部 藩 |
| 摩 気 郷 十 一 ヶ 村                                         | 横田△                | 南横田 |        |        | 三輪神社 | 摩 氣 神 社 | 園 部 藩 |
| 摩 気 郷 十 一 ヶ 村                                         | 横田△                | 下横田 | 下横田 |        | 若宮神社 | 摩 氣 神 社 | 園 部 藩 |
| 摩 気 郷 十 一 ヶ 村                                         | 城南町△              | 大村   | 大村   |        | 加茂神社 | 摩 氣 神 社 | 園 部 藩 |
| 摩 気 郷 十 一 ヶ 村                                         | 半田                 | 東半田 | 東半田 |        | 大森神社 | 摩 氣 神 社 | 園 部 藩 |
| 摩 気 郷 十 一 ヶ 村                                         | 半田                 | 西半田 |        |        | 大森神社 | 摩 氣 神 社 | 園 部 藩 |
| 摩 気 郷 十 一 ヶ 村                                         | 半田                 | 南半田 | 南半田 |        | 大森神社 | 摩 氣 神 社 | 亀 山 藩 |
| 摩 気 郷 十 一 ヶ 村                                         | 黒田△                | 黒田   | 黒田   |        | 熊野神社 | 摩 氣 神 社 | 亀 山 藩 |
| 摩 気 郷 十 一 ヶ 村                                         | 口八田△ （京丹波町） | 笹尾   | 笹尾   |        | 葛城神社 | 摩 氣 神 社 | 亀 山 藩 |
| 摩 気 郷 十 一 ヶ 村                                         | 口八田△ （京丹波町） | 中畑   |        |        | 葛城神社 | 摩 氣 神 社 | 亀 山 藩 |
| 摩 気 郷 十 一 ヶ 村                                         | 口八田△ （京丹波町） | 辻     |        |        | 葛城神社 | 摩 氣 神 社 | 亀 山 藩 |
| 摩 気 郷 十 一 ヶ 村                                         | 口人×                | 中口人 | 中口人 |        | 春日神社 | 藪 田 神 社 | 亀 山 藩 |
| 摩 気 郷 十 一 ヶ 村                                         | 口人×                | 下口人 | 下口人 |        | 吉備神社 | 藪 田 神 社 | 亀 山 藩 |
| 摩 気 郷 十 一 ヶ 村                                         | 口司×                | 上口人 | 上口人 |        | 鏡神社   | 藪 田 神 社 | 亀 山 藩 |
| 摩 気 郷 十 一 ヶ 村                                         | 口司×                | 絹掛   |        |        | 鏡神社   | 藪 田 神 社 | 亀 山 藩 |
| 注：△印は参加しなくなった集落。×印はもとから不参加の集落。   |                      |        |        |        |          |             |          |
| 節内の全座標を示した地図 - OSM 節内の全座標を出力 - KML 表示 |                      |        |        |        |          |             |          |
| 節内の全座標を示した地図 - OSM                               |                      |        |        |        |          |             |          |
| 節内の全座標を出力 - KML                                     |                      |        |        |        |          |             |          |
| 表示                                                         |                      |        |        |        |          |             |          |

近世には、宮本である竹井村の他に近郷諸村の共同の氏神とされたため「摩気郷十一ヶ村の総鎮守」とも称されていた。
近世の村単位だと宮本の竹井村が篠田、摩気、上新江の3村に分かれていたように（上新江村は当神社祭礼に関する場合、更に今井、辻田の2村に分かれた）、他の集落も複数の村に分かれており、総鎮守とした村は都合19個村にも及んでいた（右表参照）。「十一ヶ村」の称には符合しないが、当社の氏子集落には別に村単位の氏神が合計11社あってそれらを当神社の末社として位置付けていた。そのことから、この場合の「十一ヶ村の総鎮守」とはその11社の上位に位する総氏神という意味である。また、「摩気郷」という郷名は史料に確認できないので地域的な通称と思われるが、祭祀圏が周辺村落に展開されていた点に極めて中世的な姿が認められることから中世に遡る広域名称であったことが想定できる。この地域が藩政時代にあって園部、亀山両藩に分かれながらも藩政の枠を超えて共同で祭祀を担当していたこともその一証とされる。

## 歴史

### 概史
創祀の年代等は不詳。『新抄格勅符抄』所収の大同元年（806年）の牒に神護景雲4年（770年）に神封1戸が充てられたことが見え、当時には祭祀が行われていたことがわかる。
創建当初は現鎮座地よりも更に奥まった山裾に鎮座し、豪雨による山崩れと参拝の便から現鎮座地へ遷されたとされる。ただし、年代も含めてそれを証する記録は残されていない。鎮座地周辺には園部町口人（くちうど）の安谷古墳群を始めとする古墳が散在しているほか古銭出土地もあり、当地一帯が早くから開けた地であった事がうかがわれる。
仁寿2年（852年）、勅使が差遣されて奉幣がなされた。『延喜式神名帳』には「丹波国船井郡 麻気神社」と記載され、名神大社に列している。
また、延喜17年（917年）の文書中に、当神社の祝部である大宅という人物が見えている。これは保証人として名を連ねるほどの有力者であったと思われ、神社としても平安時代における当地の有力社であった様子がうかがわれる。しかしながら、宝暦年間（18世紀中頃）に祝融の禍に遭い古記録を焼失したといい、その後の沿革は詳らかでない。
九品寺の縁起によれば、白河天皇の皇子・覚行法親王が九品寺の中興開山となった縁で承暦3年（1079年）に同寺への行幸があった。同寺の鎮守であった当社には「船井第一麻気大社」の勅額を下賜して神事祭礼を復興させたとたとされる。この白河天皇の行幸関連は後世の附会と思われている。しかしながら、長享2年（1488年）5月に翌年の当社の頭役を担当する九品寺の僧坊が定められ、半年後の同3年正月にも同様のことが行われており、これより以前に同寺の影響下にあったことはうかがわれる。応永31年（1424年）の文書にある「麻気社」も当社を指し、これも九品寺の影響下にあった事を示す記録と思われる。しかしその後は次第に衰退したものとも思われている。
江戸時代に園部藩藩主小出氏の崇敬を受けて復興し、元禄年中（17世紀末）には本殿の修理を始め覆屋や拝殿・楼門・石鳥居等の再建、造営といった社頭整備が藩費によって行われた。また、小出氏歴代の祈願所とされて藩主の直参や代参が行われ、胎金寺が別当寺と定められた（本寺は九品寺）。
宝暦11年（1762年）12月18日夕刻、近接していた胎金寺の庫裏からの失火が延焼し、社殿を含む境内一円がほぼ全焼、この時に古記録・宝物類も失われたという。社殿の再建は宝暦14年（1764年）から行われ、藩主小出英持の援助や氏子の寄進により明和4年（1767年）7月に完成した（現本殿ほか）。
明治の神仏分離で別当胎金寺を廃し、同6年（1873年）に近代社格制度において郷社に列した。その後、同43年（1910年）には神饌幣帛料供進社の指定を受け、大正5年（1916年）3月6日に府社に昇格した。

### 神階
- 貞観元年（859年）正月27日、従五位下から従五位上 （『日本三代実録』） - 表記は「麻気神」

## 境内

### 本殿

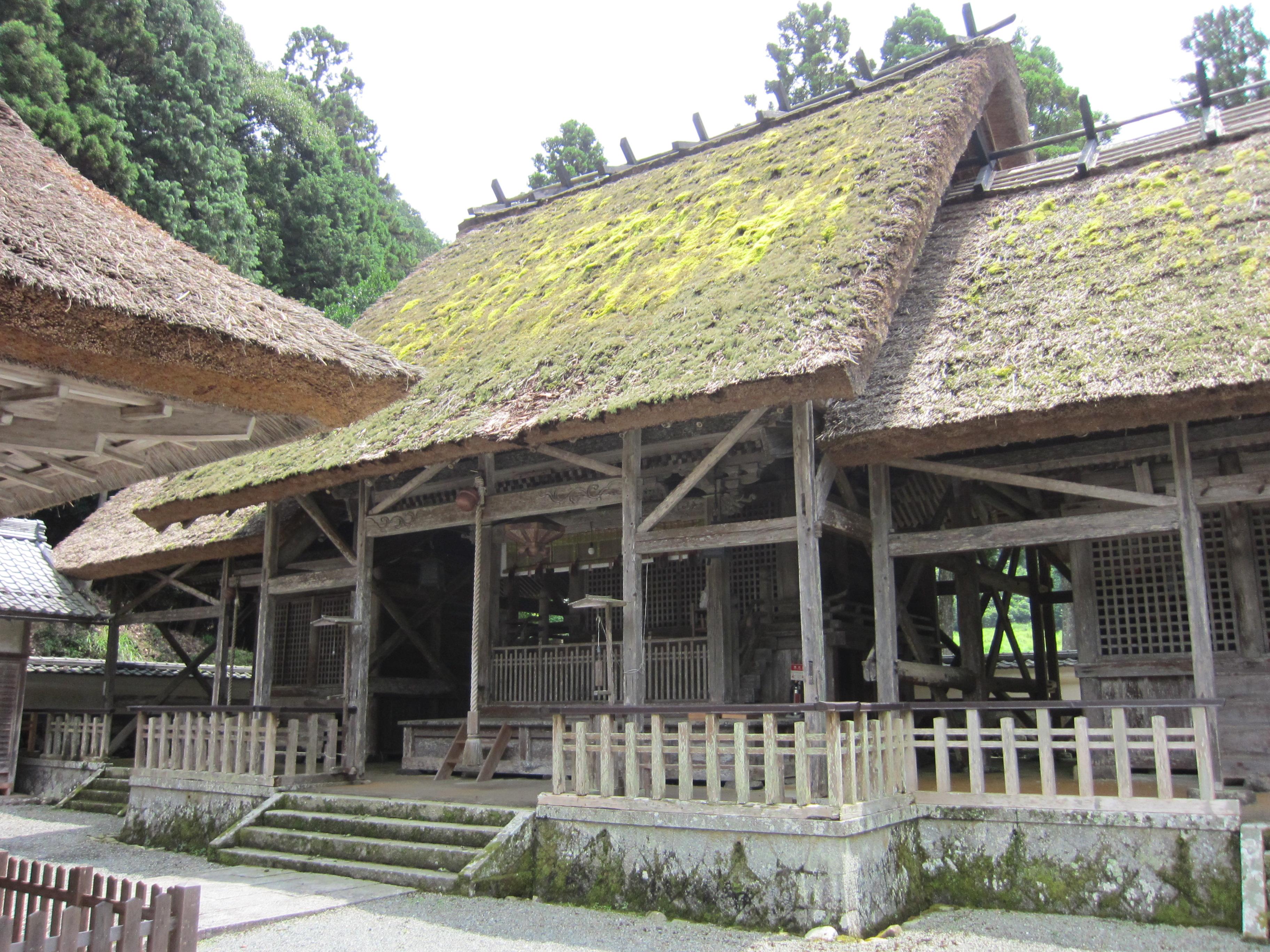
本殿
左に東摂社、右に西摂社。いずれも京都府指定文化財。

一間社流造杮葺。園部藩主小出英持による明和4年の再建時の建物で、一間社の社殿としては丹波地方のみならず京都府下においても最大規模のもの。虹梁や木鼻（きばな）等の絵様は同時代のものと比べると質素で、それ以前の伝統的な手法を受け継いだものとなっている。妻飾りは二重虹梁を構え、大瓶束（たいへいづか）に水流形の笈形（おいがた）をあしらって見所をつくっている。虹梁を持ち出さない形式には両丹地方に共通する様式も認められる。大工は播州加東郡嶋村の者。切妻造平入茅葺の覆屋が懸かり、覆屋を含めて京都府指定文化財。

### その他
拝殿は昭和初期に建てられたもので、梁行3間桁行2間の入母屋造平入茅葺。それ以前の拝殿は本殿と同時に再建された梁行1間桁行2間の入母屋造妻入茅葺板敷き吹放しの建物で、絵馬舎として境内に移築されている（但し、屋根は鉄板に葺き替えられている）。
神門は文化5年（1808年）の小出英筠による造営。入母屋造平入、三間一戸の八脚門で屋根銅板葺（以前は茅葺）。組物には尾垂木（おだるき）付二手先を用い、木鼻を透彫として虹梁に派手な波形絵様を彫るなど、文化期建造物の特徴を示している。京都府登録文化財。
石造鳥居は寛文12年（1672年）の小出吉久による造営で、京都府登録文化財。
参道にかかる摩気橋は、園部藩からの参拝時には社前の園部川に架かる摩気橋で下馬する定めであったため、「一に馬橋」とも称されている。

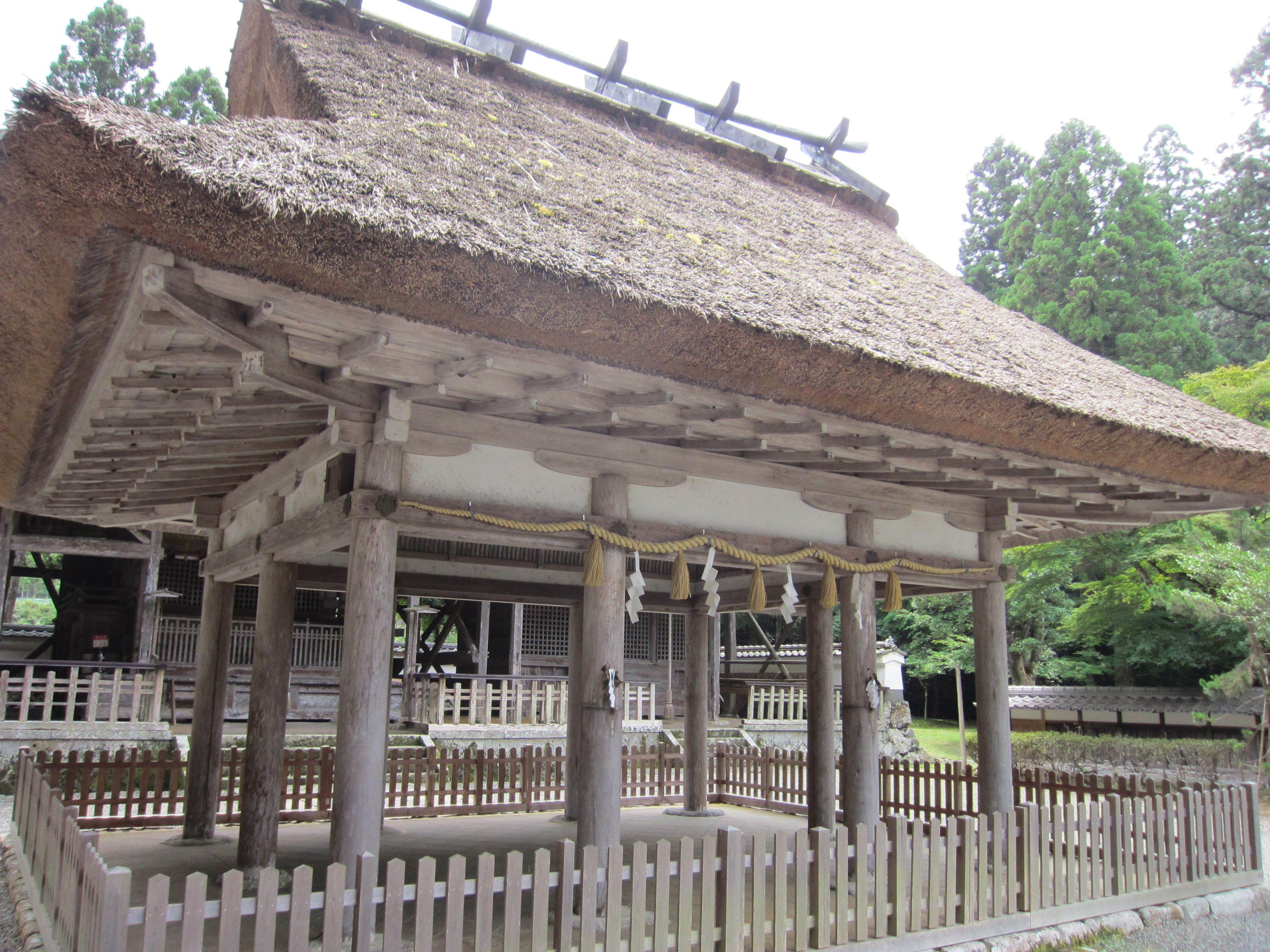
拝殿
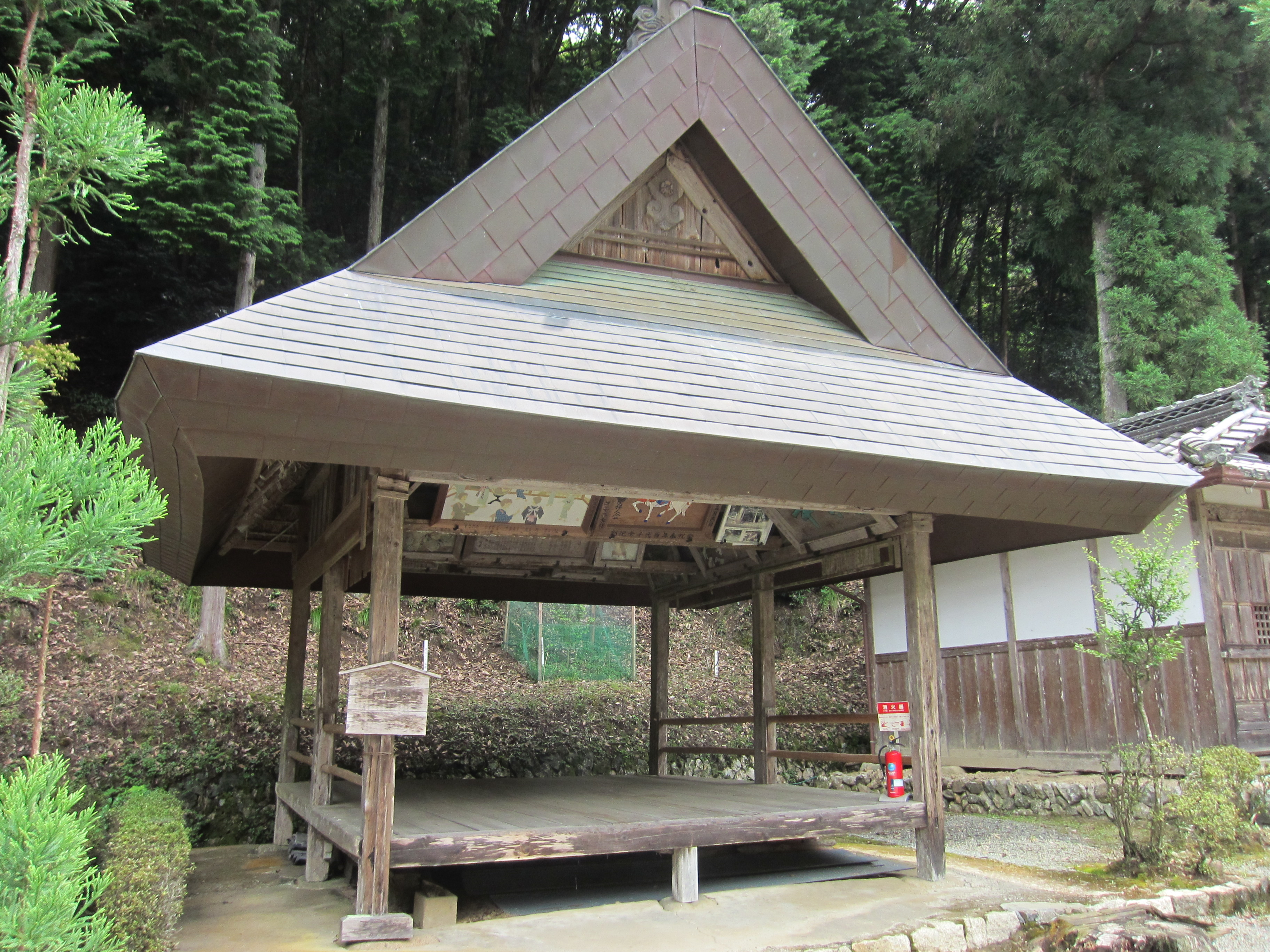
絵馬舎（京都府登録文化財） 旧拝殿。
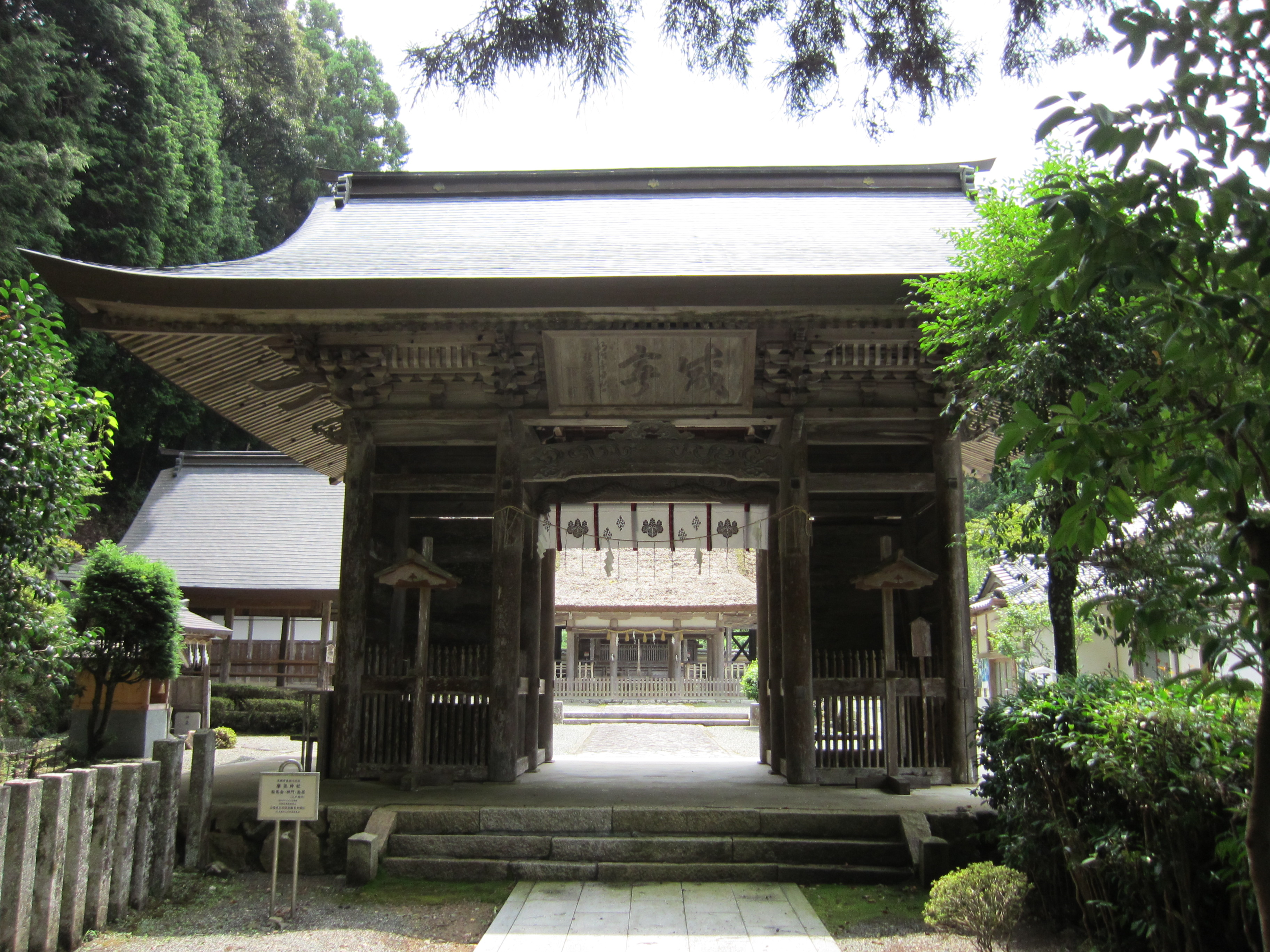
神門（京都府登録文化財）
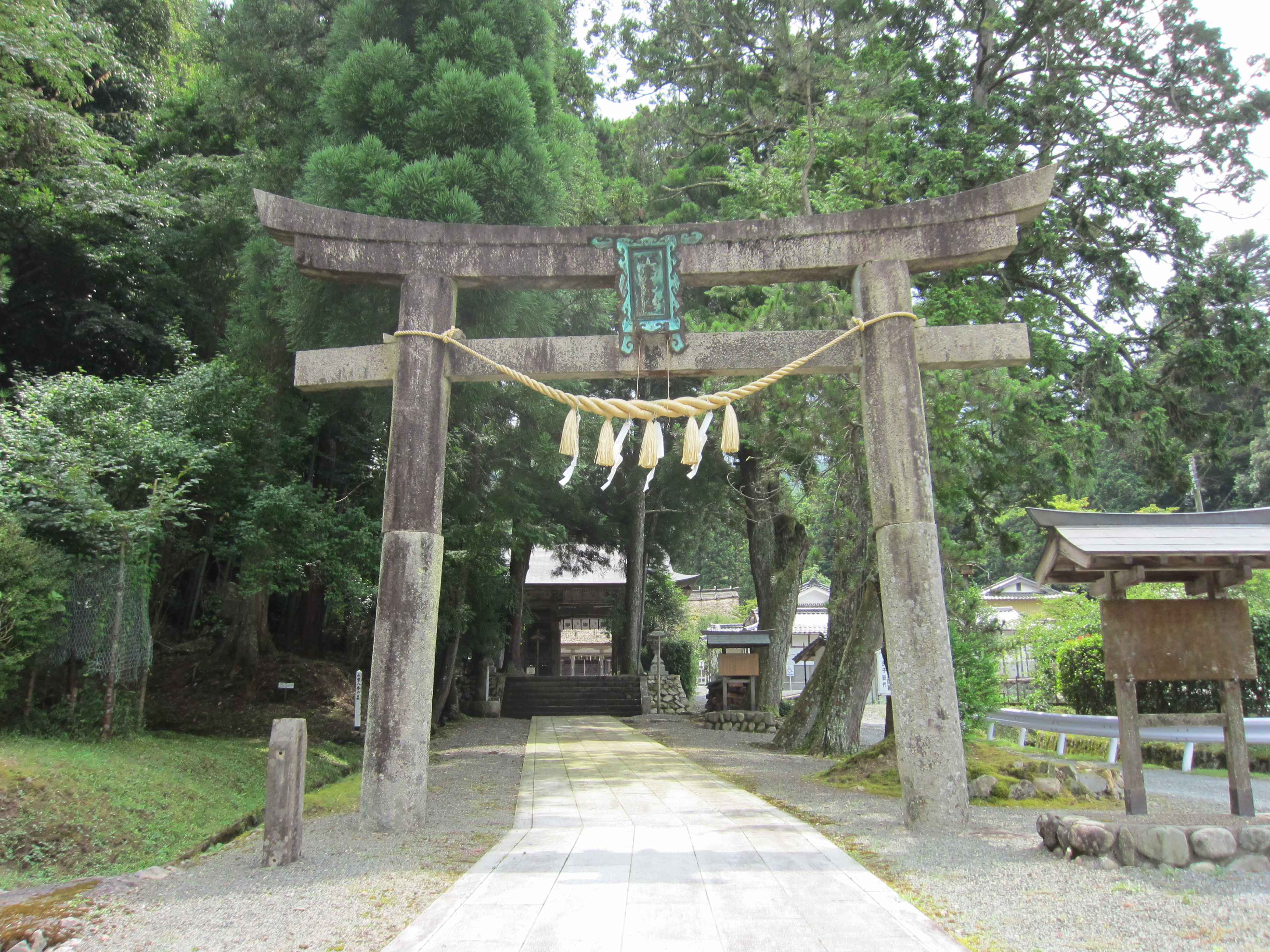
石造鳥居
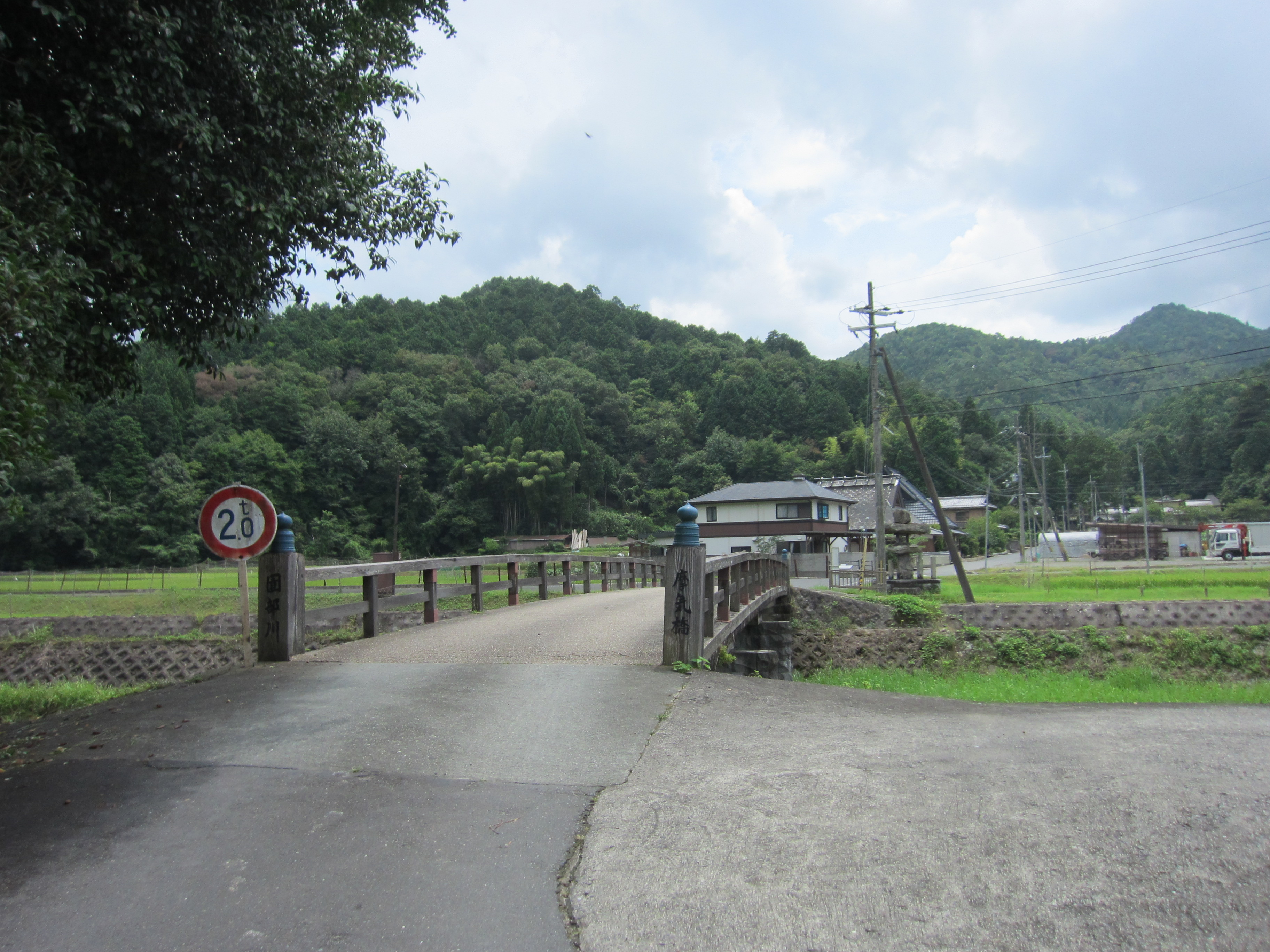
摩気橋

## 摂末社
- 東摂社
  - 祭神：船阪と大西の3八幡宮（船阪八幡宮、大坪八幡宮、西山八幡宮）、仁江蛭子神社、口八田の葛城神社
  - 本殿に向かって左手に鎮座。装飾を殆ど施さない簡素な造りの切妻造平入杮葺、梁行はともに2間であるが桁行は東摂社が2間、西摂社は3間となっている。両摂社も本殿と同時期の再建。それぞれに切妻造平入茅葺の覆屋が懸かり、覆屋を含めて京都府指定文化財。
- 西摂社
  - 祭神：黒田の熊野神社、横田の若宮神社と|三輪神社、大村の加茂神社、宍人菅原（すがはら）神社、半田大森神社

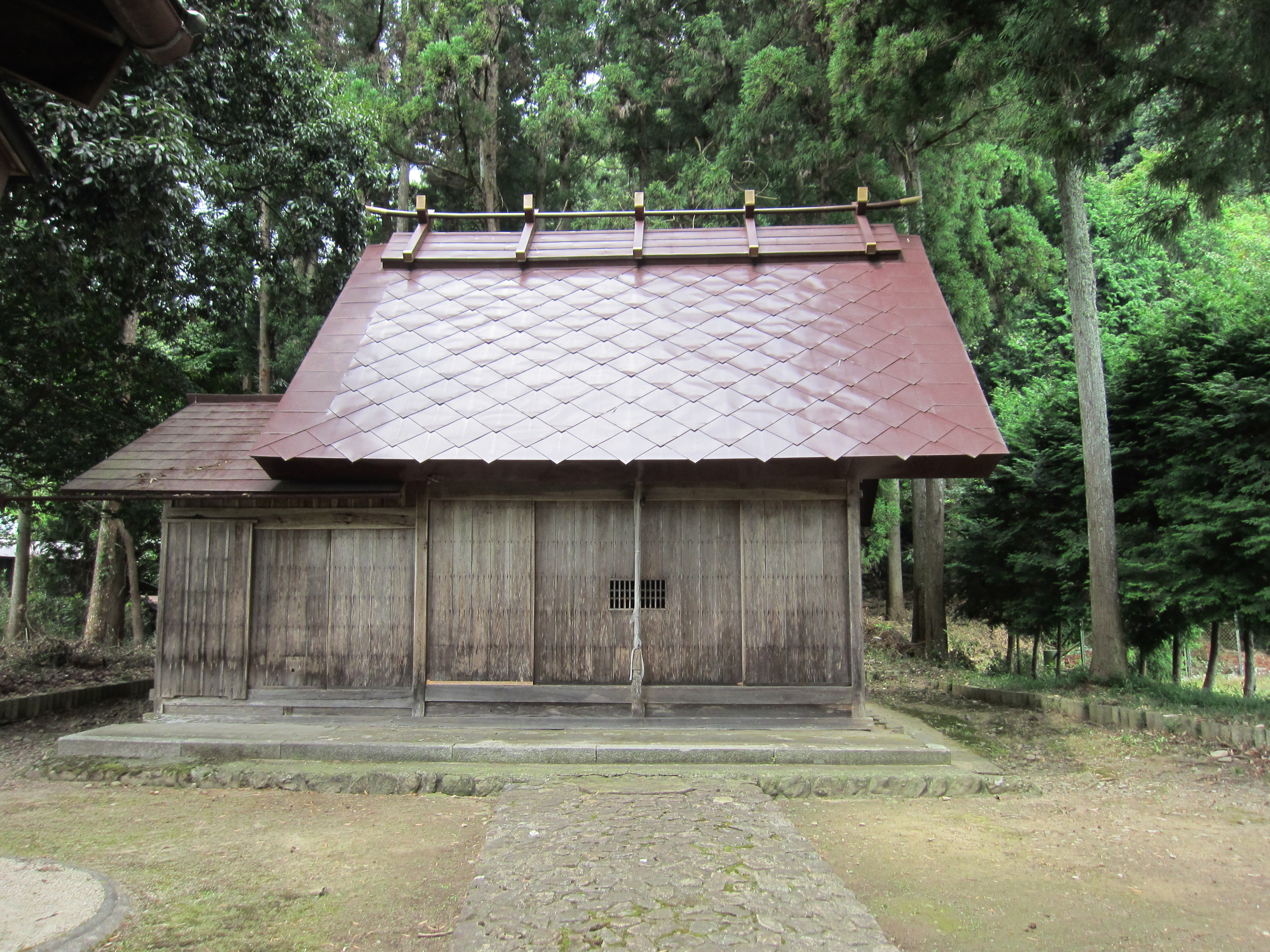
御旅所（八幡神社）

  - 本殿に向かって右手に鎮座。東摂社参照。
- 塞神社
- 琴平神社
- 山王神社
- 稲荷神社
- 伊勢神宮遥拝所
- 境外社
  - 御旅所 （八幡神社、南丹市園部町船阪）[14]

- 御旅所（八幡神社）

## 祭祀組織

### 神職
延喜の立券文からは平安時代に祝部が置かれていたことがうかがえるが不詳。中世から近代初めまで五大山胎金寺が別当として管掌し、同寺が廃された後は園部藩士の出である上田氏が宮司職を継いでいる。

### 宮座
氏子各集落（村）では「株（かぶ）」と呼ばれる同族団中の有力な「苗（びょう）」（姓）によって構成される「宮衆（みやしゅ）」等と呼ばれる宮座が組織され、祭事に参加してそれぞれの神役（所役）を勤める。宮本である竹井の場合、旧摩気村の特定の6家それぞれから1名の宮主（みやしゅ）が選ばれる（任期6年）。それ以外の旧篠田、今井、辻田からは特定の8家が宮司当（くじゅうとう、くにゅうとう）に就いて、神事等において宮司を補佐する。
これら各集落の宮座は摩氣神社の祭祀に当たると同時に、それぞれの村氏神の祭祀にも関与しており、そこには村氏神の祭祀と総氏神である摩氣神社の祭祀という重層構造が認められる。このような祭祀の重層構造は丹波地方に広く認められるが、範囲の広さと神事における古態の遺存状況から、摩氣神社の祭祀はその典型と見なすことができる。
祭祀の重層構造
例えば下新江村の場合、岡苗他7株の同族集団があり、その中の5苗が当屋制で宮衆を構成、神幸祭に奉仕すると同時に村氏神である蛭子（ひるこ）神社の祭祀を担うが、そこに更に祖神を祀る株の祭祀が重なる。本家が中世の地侍の裔と伝える岡株だと、本家の屋敷の裏手に「モリサンの水」と称する湧水と「地主（じしゅ）大権現」と称する小祠を株の神として祀るが、これが本来の「氏神」である。同様に他の株も「モリサン」や「地神（じがみ）」、「山ノ神」等と称する株の神（多くは大木）を株単位で祀り、他株と共に宮衆を組織しては蛭子神社と摩氣神社の祭祀に関与する事となる。このように「十一ヶ村」の各集落では「氏神」「村氏神」「総氏神」という三層の祭祀が重なっている事になる。同様に宮本である竹井においては、総氏神である摩氣神社が村氏神ともされるのであるが、祭祀は「村氏神」のものと「総氏神」のものとに分かれる三重の構造となっている。

## 主な祭事

### お田植祭
お田植祭は当神社祭神の性格を表す竹井集落の五穀の豊穣を予祝する神事で、近世には5月5日（端午の節句）に行われたが、改暦によって6月5日となり、現在は6月5日に近い日曜日に行われている。
先ず神饌とともに粽を供えて祝詞を奏上し、その後拝殿に据えられた太鼓を取り囲む形で藍染めの木綿の絣を着した早乙女が輪になり、太鼓の拍子と歌に合わせて「お田植え踊り」を踊る。
次いで宮主（前節参照）が、先端に家形の板を付けてそれに鳴子を吊した竹竿を鍬に見立てて手に執り、本殿の階段（5段）を田に見立てて代掻きの所作を行う。その後、2名の早乙女が神供の粽を宮司から25本宛手渡され、各々が田に見立てた階段1段毎に5本宛植える所作をする（粽は苗に見立てられている）。
次に「お田植え踊り」が繰り返され、終わると早乙女は植えた粽を集めて再度宮司へ渡し、参拝者が玉串を奉奠して神事を終える。
古くは巫女による神楽が奉奏されていたとも伝えるが不詳。現在の「お田植え踊り」は昭和9年（1934年）に当時の宮司が創出したもので、新規に属するが、その他はよく古態を残している。なお、「お田植え踊り」には氏子中の婦人が組織だって多数参加したものであったが、その組織も戦後に解散され、昭和50年（1975年）頃からは婦人の参加自体が減少したため、昭和58年8月に伝統を維持継承するための敬神婦人会を結成、それ以後同会を中心に10名から15名が「お田植え踊り」に参加している。

### 神幸祭
神幸祭は摩気郷十一ヶ村（11社）の祭りで、近世には例祭に併せて8月晦日から9月朔日にかけて行われていた。明治16年（1883年）以降は10月14・15の両日となったが、更に平成15年（2003年）からは神幸祭を10月の第3土・日曜日に行っている。かつては宮本のほか、9集落11社の氏子が参加したが、現在黒田、横田、大村、口八田の4集落は参加していない。
前日
神幸祭前日に船阪と仁江に設けられた神事宿の庭先にお破怪（はけ）を設け、船阪では当神社宮司が、仁江では宮司当（前節参照）が訪れて祭典の準備を行う。
1日目
当日早朝、宍人から正副2名の使が当神社へ差遣され、酒や枝豆を献供する祭典（宍人献饌の儀）が行われた後、改めて午前10時から祭典が斎行され、午後2時に神輿が船阪の御旅所へ進発して神幸祭が始まる。神輿は途中で仁江の稚児行列に迎えられて蛭子神社へと向かい、拝殿に安置されて宮主や仁江の宮衆（前節参照）による祭祀を受けた後に再び御旅所へ向かう。すると今度は船阪の稚児行列が途中でこれを迎える形で合流し、夕刻御旅所へ到着、神輿が御旅所に設けられた仮殿へ安置されて、仁江と船阪から新穀を収めた俵の奉納を受ける。なお稚児については、仁江は女形、船阪は男形とされ、それぞれ女性あるいは男性の装束を着する定めとなっている。
昭和7年（1932年）頃までは横田の若宮神社から同様の神輿渡御があり、船阪の者はこれを迎えて御旅所まで随行、御旅所では摩氣、若宮両神社の神輿が並べられて同宿したという。
2日目
翌未明（午前2時頃）、竹井・仁江・船阪・宍人・大西・半田の宮衆を始めとする氏子が御旅所へ参集し、「練（ね）り」や角力の奉納が行われる。この時には宍人と大西から選ばれた沙汰人（さたにん）と呼ばれる者が宮司の指示を受けて神事を執り行う。初めに沙汰人が「お神酒を奉れ」と命じて神事が始まり、船阪から選ばれた典供者が榊を口に咥えて神前に神酒の満たされた瓶子2本を持参する。続いてそれを銚子に注いで神前に侍る宮司へ渡す。それを受けた宮司は別の瓶子に注ぎ直して献じ、銚子は典供者へ返す。次に沙汰人が「お神酒を下げよ」と命じると宮司は瓶子から盃へ神酒を注いでそれを神前に残し、残りの神酒を瓶子ごと典供者へ戻す。引き続き沙汰人は宮司へ「お神酒に参られ」と伝えて共に「船阪庁」という御旅所内の参集殿へ下がり、神酒と柿を切って作った肴で直会を行う。その後宮司と沙汰人が再び神前へ戻り、沙汰人が「お典供に立て」と命じると、典供者が大笥の神饌を2膳、小笥の神饌を11膳供え（大笥は当神社祭神用、小笥は摂社祭神用（摂社の祭神は各集落の氏神11社の祭神でもある）という）、練りへと移る。若宮神社の神輿が同宿していた当時は、典供者は二手に分かれて両神輿それぞれへ供える神饌を運び、若宮神社方は巫女がこれを受けて神輿へ献饌したという。なお、現在は略されているが以前は練りの前に沙汰人の「ではおろし」という合図で撤饌が行われていた。
練りはその様子から「泥鰌取り」とも呼ばれるが、沙汰人と竹井・半田の角力取りによって演じられる。演者は1人宛刀を手に採り腰に魚籠を吊して御旅所に設えられた土俵を1回りし、その間刀で地を突いて「おったー」等と言いながら泥鰌を掴んで魚籠に入れる仕草をする。その後宮主の呼び出しで角力が行われるが、先に実際の取り組みが、次いで「半角力」と呼ばれるものが行われる。取り組みは「出角力」と「待角力」に分かれ、待角力方の角力取りが先に土俵へ上がって後に上がる出角力方からの技を一方的に受け、出角力方が勝ち役を、待角力方が負け役を演じる形で7番が行われる（但し、勝敗はつかない事となっている）。半角力は1人で角力を取る所作をするもの（一人角力）で、最後は投げ飛ばされたように転がる。これは稲霊である目に見えない摩氣の神を対手とする事を表し、その神に投げ飛ばされる事で神慮を慰め、五穀の豊饒を祈るものという。半角力が済むと、竹井と今度は船阪による練りがあり、神事を終える。
角力は11社の氏子が参加する習いで、現在不参の4集落は竹井の者がその代役を務める形で古格を保っている。また練りに関しては、滑稽味を帯びたその様態から神との角力に伴うかつての負態（まけわざ）の名残とも思われるが、兵庫県の石上（いしがみ）神社に伝わる「なまずおさえ神事」とともに検討すべき伝承とされている。
神幸祭2日目の午後2時頃、氏子が俵や弓矢・的・床几・折櫃等を持参して参集する。先ず船阪の者が俵と折櫃を神輿に献じ、祝詞奏上の後に沙汰人を先頭に、仁江・船阪の一行が幣束・弓・的・俵・折櫃等を捧げ、宍人と大西の当番が鋤・馬鍬を持ち、2頭の張子の牛がその後に続いて1列になって船阪庁の周りを3周するお千度が行われる。お千度が終わると仁江と船阪の稚児が神輿の前で幣束を振り（奉幣）、次いで木馬に騎乗、的持ちが掲げる的を矢で射る流鏑馬（やぶさめ）が行われる。流鏑馬が終わると神輿の還幸となる。
還幸は御旅所を後にした神輿を、竹井・仁江以外の者が篠山街道まで見送り、仁江の一行は仁江の公民館付近まで同行する。夕刻に神輿が摩氣神社に帰着すると、最後はこれを担いで激しく上下に揺すりながら拝殿の周りを1周し、神幸祭を終える。
なお、昭和37年（1962年）までは神輿を担いでの巡幸であったが、担ぎ手の減少により現在は台車に載せてこれを牽く形となっている。

## 文化財

### 京都府指定文化財
- 有形文化財
  - 摩気神社 3棟（建造物） - 昭和59年（1984年）4月14日指定[22][23]。
    - 本殿
    - 東摂社
    - 西摂社
    - （附指定）覆屋 3棟

### 京都府登録文化財
- 有形文化財
  - 摩気神社 3棟（建造物） - 昭和59年（1984年）4月14日登録[22][23]。
    - 絵馬舎
    - 神門
    - 鳥居

### 京都府文化財環境保全地区
- 摩気神社文化財環境保全地区 - 昭和59年（1984年）4月14日決定[22][23]。

### 南丹市指定文化財
- 天然記念物
  - 摩気神社の口の天狗杉 - 平成29年（2017年）4月13日指定[23]。

## 現地情報
所在地
- 京都府南丹市園部町竹井宮ノ谷3

交通アクセス
- バス
  - 園部駅（JR西日本嵯峨野線・山陰本線）から、南丹市営バス（44系統園篠線）で「摩気神社前」バス停下車 （下車後徒歩約5分）

- 車
  - 駐車場：あり

周辺
- 胎金寺山 - 境内背後の山
- 九品寺